# USS LST-415
O USS LST-415 foi um navio de guerra norte-americano da classe LST que operou durante a Segunda Guerra Mundial.